# Helina bibreviplumosa
Helina bibreviplumosa este o specie de muște din genul Helina, familia Muscidae, descrisă de Xue și Feng în anul 1988. Conform Catalogue of Life specia Helina bibreviplumosa nu are subspecii cunoscute.